# Booponus borealis
Espèce
Booponus borealis est une espèce de diptères de la famille des Calliphoridae. Au stade larvaire, c'est un parasite obligatoire du cerf élaphe rouge de Sibérie à qui il occasionne des myiases furonculaires. Elle est présente  en Sibérie dans le district de Jermakowsk, près de l'embouchure de l'Ienisse où elle a été découverte par un vétérinaire russe.

## Description
Comme tous les diptères, Booponus borealis suit un développement holométabole et présente quatre stades de développement: l'œuf, la larve ou « asticot », nymphe ou pupe et imago qui est la mouche adulte.  
L'adulte est long de 5 à 6 mm de long. L'œuf qui mesure 0,9 mm de long est blanc à jaune clair marqué dorsalement d'une large bande réticulée. À maturité, la larve mesure jusqu'à 10 mm de longueur. Les spiracles antérieurs présentent 22 à 33 trous et on retrouve 3 fentes sur les spiracles postérieurs. Les segments sont denséments spinuleux. 
Morphologiquement, B borealis est très proche de Booponus inexspectatus. Au stade imago on peut s'appuyer sur les critères suivants pour les distinguer: 
- Un front plus large chez B. borealis que chez B inexspectatus.
- Présence de 7 à 10 paires de soies parafrontales chez B. borealis contre 10 à 14 paires chez B inexspectatus.

Au stade larvaire, les deux espèces sont difficilement distingables. 

## Biologie
,Comme toutes les espèces du genre Booponus, B. borealis est un parasite obligatoire de mammifères à son stade larvaire. On compte deux générations par an. Après l'éclosion, la larve cause à l'hôte des myiases furonculaires. Le stade pupal dure de 2 à 3 semaines.
Il est possible que B. borealis soit spécifique à son hôte, le cerf élaphe rouge du Nord de la Sibérie.

## Distribution
Boonopus borealis n'a été observée que dans sa localité type de l'embouchure de l'Ienisse, dans le nord de la Sibérie.

## Systématique
Le nom valide complet (avec auteur) de ce taxon est Booponus borealis Rohdendorf, 1959.